# IC 4356
IC 4356 — компактная галактика типа С в созвездии Гончие Псы. Поверхностная яркость — 12,2 mag/arcmin². Этот объект входит в число перечисленных в оригинальной редакции «Нового общего каталога».